# Marcus Iunius Pera
Pour les articles homonymes, voir Pera.
Marcus Iunius Pera était un homme politique de la République romaine.
Membre de la gens Iunia, fils de Decimus Iunius Pera, il est consul en 230 av. J.-C. En 216 av. J.-C., il est nommé dictateur juste après la bataille de Cannes en remplacement de Marcus Fabius Buteo.